# 罗尔斯豪森
罗尔斯豪森是德国下萨克森州的一个市镇。总面积11.68平方公里，总人口901人，其中男性459人，女性442人（2011年12月31日），人口密度77人/平方公里。